# Ossidinge
Koordinaten: 5° 53′ N, 9° 8′ O
Ossidinge war Regierungsstation und Sitz des gleichnamigen Verwaltungsbezirks in der deutschen Kolonie Kamerun.

## Lage
Die (ursprüngliche) Station Ossidinge (I) befand sich etwa 200 m vom Crossfluss entfernt auf einem niedrigen Höhenrücken des terrassenförmigen Ufergeländes zwischen den Ekoi-Dörfern Agborkum und Oban.

## Geschichte
Im Zuge der Konzessionierung der Gesellschaft Nordwest-Kamerun (GNK) und der Übereignung großer Gebiete im Westen Kameruns an dieselbe durch die Kolonialverwaltung, wurde der Stationsleiter der Regierungsstation Rio del Rey, Leutnant von Queis, mit der Gründung einer vorgeschobenen Station im Gebiet des Crossflusses beauftragt. Queis kam hierbei bei Gefechten mit den Ekoi ums Leben. Das Gouvernement veranlasste eine Strafexpedition unter der Leitung des Hauptmanns von Besser, der ab Juli 1900 mit dem Bau einer Station in Nssakpe begann, die am 17. Juli 1901 durch Hans Glauning nach Ossidinge verlegt wurde. Unter dem 15. November 1902 wurde sie in Zivilverwaltung überführt, die Leitung übernahm Kurt Graf Pückler-Limpurg.
Im Januar 1904 brachen, nach Ausschreitungen seitens europäischer und schwarzer Kaufleute, unter den nördlich der Station ansässigen Anyang schwere Unruhen aus, in deren Verlauf auch Graf Pückler getötet und die Station Ossidinge völlig zerstört wurde (Anyang-Aufstand). Mit einem massiven Militäraufgebot wurde die Erhebung niedergeschlagen, die Station anschließend wiederaufgebaut. Noch 1908 bestand sie allerdings nur aus provisorischen Baracken und Hütten.
Schon seit 1904 gab es aus hygienischen und strategischen Gründen Überlegung zur Verlegung der Station. 1909 wurde sie nach dem 30 km flussaufwärts gelegenen Mamfé vorgeschoben, auf das die Bezeichnung Ossidinge (II) übertragen wurde. Am 1. April 1909 wurde die bisherige Regierungsstation zum Bezirksamt erhoben. Letzter Bezirksleiter war der frühere Schutztruppenoffizier Adolf Schipper, der 1915 bei Gefechten in der Nähe von Banyo fiel. Heute trägt Ossidinge (I) den Namen Agborkem (auch bekannt als Agborkem German oder Agborkem Ossidinge), und  Ossidinge (II) trägt den Namen Mamfé.